# Needham (Massachusetts)
Needham é uma vila localizada no condado de Norfolk no estado estadounidense de Massachusetts. No Censo de 2010 tinha uma população de 28.886 habitantes e uma densidade populacional de 877,01 pessoas por km².

## Geografia
Needham encontra-se localizado nas coordenadas 42° 16′ 55″ N, 71° 14′ 30″ O. Segundo o Departamento do Censo dos Estados Unidos, tem uma superfície total de 32.94 km², da qual 31.82 km² correspondem a terra firme e (3.39%) 1.12 km² é água.

## Demografia
Segundo o censo de 2010, 28.886 pessoas residiam em Needham, uma densidade populacional de 877,01 hab./km². Desses habitantes, 90.79% eram brancos, 1% eram afroamericanos, 0.04% eram amerindios, 6.09% eram asiáticos, 0.03% eram insulares do Pacífico, 0.44% eram de outras raças e 1.62% pertenciam a duas ou mais raças. Do total da população, 2.14% eram hispanos ou latinos de qualquer raça.